# Arthur Schreiber (Politiker)
Arthur Schreiber (* 20. Januar 1893 in Niederwürschnitz; † 10. Oktober 1960) war ein deutscher Politiker (KPD/KPO/SED), Gewerkschafter und Widerstandskämpfer gegen das NS-Regime.

## Leben
Schreiber entstammte einer armen Familie aus dem Erzgebirge. Er erlernte den Beruf des Bergmanns. 1909 schloss er sich der Arbeiterjugend an, 1913 trat er der SPD bei.
1914 wurde er als Soldat zum Kriegsdienst eingezogen. 1915 wurde er verwundet und 1917 wieder an die Front geschickt. Schreiber desertierte im Sommer 1918. Anschließend war er in der USPD und im Spartakusbund aktiv und engagierte sich während der Novemberrevolution im Chemnitzer Arbeiter- und Soldatenrat.
Ab Januar 1919 war Schreiber wieder im Bergbau beschäftigt. In den Folgejahren war er maßgeblich an der Organisierung der Kämpfe und Streiks der Bergarbeiter beteiligt. Er wurde deswegen mehrmals festgenommen und zu Haftstrafen verurteilt. Schreiber war Mitglied des Bezirksausschusses Stollberg und wurde 1923 Leiter des KPD-Unterbezirks Oelsnitz/Erzgeb. Er war Delegierter des X. Parteitages in Berlin (12.–17. Juli 1925). Im Oktober 1926 wurde Schreiber als Abgeordneter in den Sächsischen Landtag gewählt. Er behielt sein Mandat auch nach seinem Parteiausschluss. Schreiber war zunächst Gefolgsmann der linken Parteiführung, vertrat aber in den Auseinandersetzungen nach dem VI. Weltkongress der Komintern 1928 die Ansichten der innerparteilichen Opposition. Im Januar 1929 wurde Schreiber „wegen Rechtsabweichung“ aus der KPD ausgeschlossen. Anschließend trat er der KPO bei und war in der Chemnitzer KPO-Bezirksleitung aktiv. Im sächsischen Landtag bildete er am 15. Januar 1929 zusammen mit vier weiteren Abgeordneten (Paul Böttcher, Arthur Lieberasch, Otto Rötzscher und Robert Siewert) eine eigene KPO-Fraktion.
Nach der „Machtergreifung“ der Nationalsozialisten war Schreiber im Widerstand aktiv. Nach langer Erwerbslosigkeit fand er im September 1938 eine Anstellung in der Chemnitzer Maschinenfabrik „Germania“ und leistete auch hier illegale Arbeit. Im August 1944 wurde verhaftet und war bis zur Befreiung im KZ Sachsenhausen inhaftiert.
Am 24. Mai 1945 kehrte Schreiber in seine Heimat zurück. Im erzgebirgischen „Niemandsland“, das weder von amerikanischen noch sowjetischen Truppen besetzt worden war, beteiligte er sich am Aufbau der Stollberger „Notgemeinschaft“ sowie der Industriegewerkschaft Bergbau. Er wurde Leiter der Notgemeinschaft des Landkreises Stollberg, später leitete er das Büro, das für den Kreis Stollberg die Vereinigung von KPD und SPD zur SED vorbereitete. Im Juni 1946 wurde er zum Zweiten Vorsitzenden des Zentralvorstands der Industriegewerkschaft Bergbau gewählt. Schreiber setzte sich engagiert für die Belange der sächsischen Bergarbeiter ein und trat auch gegenüber der sowjetischen Besatzungsmacht selbstbewusst auf. Der Bundesvorsitzende des FDGB, Hans Jendretzky, bezichtigte Schreiber der „antisowjetischen Konspiration“ mit Albert Schmidt, dem Landesleiter der Industriegewerkschaft Nahrung, Genuss und Gaststättengewerbe für Thüringen. Jendretzky setzte im Oktober 1947 schließlich Schreibers Abberufung durch.
Diese Abberufung hat hingegen Schreibers Ansehen im Heimatkreis nicht geschadet. Die SED-Ortsgruppe bezeichnete ihn auch während der Parteiüberprüfung von 1951 als „außerordentlich guten Parteigenossen“, der es besonders gut verstehe, „auf die Massen zu wirken“. Allerdings sei seine Gesundheit „sehr angegriffen“. Schreiber war bereits 1950 vorzeitig Rentner geworden.